# Emil Krafth
Emil Henry Kristoffer Krafth, född 2 augusti 1994 i Ljungby, Berga församling, Kronobergs län. är en svensk fotbollsspelare (försvarare) som spelar för Newcastle United i Premier League. Han representerar även det svenska landslaget.

## Karriär
Krafth inledde sin karriär i klubben Lagans AIK från Lagan. Krafth tog tidigt en plats i föreningens A-lag innan han inför gymnasiet flyttade till Växjö och Östers IF. Efter att ha tagit plats i Östers spetsgrupp fick hans chansen i föreningens A-lag inför säsongen 2011. Han fick en plats i startelvan mot GIF Sundsvall i premiären av Superettan 2011, en startplats som han direkt visade att han var beredd att slåss för då han trots sin unga ålder imponerade stort på såväl tränare som supportrar.
I juni 2011 fick Emil Krafth pris som månadens tipselitspelare.
17-åringens debutsäsong i Superettan väckte intresse från flera Allsvenska klubbar, bland annat Helsingborgs IF och Malmö FF. Den 10 januari bekräftade Helsingborg på sin hemsida att de skrivit kontrakt med Emil Krafth. Krafth gjorde sin debut i Allsvenskan den 27 april 2012 i Helsingborgs hemmamatch mot Mjällby AIF, där han av tränaren Conny Karlsson efter matchen fick betyget "4,5 av 5. Han sätter fötterna rätt i nittio minuter".
Den 18 november 2014 debuterade Krafth i det svenska A-landslaget i vänskapsmatchen mot Frankrike på Stade Vélodrome.
I augusti 2015 värvades Krafth av italienska Bologna. Han debuterade i Serie A den 24 oktober 2015 i en 2–1-vinst över Carpi. Matchen gick dock inte lika bra för Krafth som fick bytas ut i den första halvleken på grund av skada.
Krafth var med i truppen till VM 2018 men fick ingen speltid. I augusti 2018 lånades Krafth ut till franska Amiens.
Den 8 augusti 2019 värvades Krafth av engelska Newcastle United för en övergångssumma på ca 58 miljoner kronor.
Krafth gjorde inhopp i samtliga Sveriges matcher i EM 2020.
Den 24 augusti 2022 fick Krafth en allvarlig korsbandsskada i ligacupen mot Tranmere, och var borta från fotbollen i över ett år. I februari 2024 förlängdes hans kontrakt med Newcastle United fram till sommaren 2025. I november 2014 bröt Krafth nyckelbenet och blev borta två månader. Krafth förlängde kontraktet i februari 2025 med Newcastle till sommaren 2026.  Han gjorde comeback i Premier League våren 2025 och gjorde flera inhopp. Den tolfte och sista ligamatchen för säsongen blev den 18 maj 2025 mot Arsenal.

## Privatliv
Krafth har ett långvarigt förhållande med Lina Lundqvist. I november 2019 blev han far när Lundqvist födde en flicka.